# Jean-Jacques d'Azémar
Jean-Jacques, baron d'Azémar, né le 10 juillet 1757 à La Voulte (Vivarais), mort le 31 janvier 1816 à La Voulte (Ardèche), est un général français de la Révolution et de l’Empire.

## Biographie
Fils de Martial Michel d'Azémar, procureur fiscal du Prince de Soubise, il épouse sa cousine Appolinaire Roche de Fontneuve, fille de Jean-Baptiste Roche de Fontneuve, avocat au parlement de Toulouse, et de Geneviève Lombard de Villeneuve. Il est le père du général Léopold-Michel-Martial d'Azémar et le grand-père du général Gaston d'Azémar.
Jean-Jacques d'Azémar entre le 18 mars 1778, soldat au régiment de Picardie, depuis 2e d'infanterie. Il passe caporal le 1er octobre, sergent le 1er novembre de la même année, et sergent-major le 1er avril 1785.

### Guerres révolutionnaires
Le 12 janvier 1792, il est nommé sous-lieutenant, adjudant-major le 4 mai, et lieutenant le 1er novembre. Il sert alors à l'armée du Nord, où pendant le siège de Thionville, il se distingue d'une manière particulière. Attaché le 4 juin 1793, à l'état-major il remplit auprès du général Béru les fonctions d'aide de camp jusqu'au 28 octobre, date de sa nomination au grade d'adjudant-général chef de bataillon. 
Sa conduite aux avant-postes lui mérite les éloges des représentants en mission, et ils le nomment le 1er prairial an III, adjudant-général chef de brigade, nomination que le Comité de salut public confirme le 25 prairial suivant. Pendant cette année et les suivantes, il assiste à toutes les affaires où se trouve la 1re division, et est noté par Macdonald comme un officier « instruit dans l'art militaire, actif, très intelligent, propre à passer à un emploi supérieur dont il remplit les fonctions avec beaucoup de mérite. »
Envoyé en Batavie en l'an VI, il se fait remarquer le 26 vendémiaire an VIII dans un combat contre les Anglo-Russes. Brune, qui commande l'armée, lui confère sur le champ de bataille le grade de général de brigade, dans lequel le premier Consul le confirme le 27 du même mois.
En l'an X, après quelques mois de non-activité, il a le 28 ventôse, un commandement dans la 20e division militaire, et le 10 thermidor dans la 9e (Ardèche), il commande même cette dernière pendant un intérim.

### Guerres napoléoniennes
Il occupe encore cet emploi en l'an XII, lorsqu'il est nommé membre et commandant de la Légion d'honneur les 19 frimaire et 25 prairial.
Le 29 juillet 1806, il est mis à la disposition du vice-roi d'Italie pour être envoyé en Dalmatie, d'autres ordres le retiennent à l'armée du prince Eugène, qui la campagne d'Autriche (1809) terminée, le charge en l'absence du général Pully, de l'inspection d'un dépôt de cavalerie.
Le 15 mai 1810, le ministre de la Guerre l'investit du commandement de l'île d'Elbe. Alors commencent à se manifester en lui des symptômes d'aliénation mentale. Ce commandement lui est retiré et on lui donne celui du département de l'Ombrone (29e division militaire), mais les actes de folie du malheureux Dazemar se multiplient à tel point, qu’Élisa Bonaparte, grande-duchesse de Toscane, par une lettre datée de Pitti, 2 juillet 1811, prévient l'Empereur qu'elle a été dans la nécessité de lui ôter son commandement. « Si Votre Majesté, ajoutait-elle, ne daigne pas lui accorder sa retraite, je serai forcée de le faire enfermer, parce qu'il est dans un étal de démence absolue. » À l'appui de ce rapport, plusieurs pièces sont jointes, qui prouvent que tout espoir de guérison est perdu.
Dazemar, mis à la retraite le 15 juillet, revient dans sa patrie et meurt dans son pays natal le 31 janvier 1816. Il a été créé baron de l'Empire le 15 juin 1812.

## Titres
- 1er Baron Dazemar et de l'Empire (lettres patentes du 15 juin 1812).

## Armoiries
| Figure | Blasonnement |
|        | Armes de baron de l'Empire (30 juin 1811) D'argent, à trois bandes de gueules ; au comble d'azur, chargé d'un croissant d'argent, entre deux étoiles d'or ; franc-quartier des Barons tirés de l'armée, brochant au neuvième de l'écu, et pour livrées : blanc, rouge, bleu, jaune. |

## Décorations
- Légion d'honneur :
  - Légionnaire le 19 frimaire an XII (11 décembre 1803), puis,
  - Commandeur de la Légion d'honneur le 25 prairial an XII (14 juin 1804).